# Großer Preis von Südafrika 1970
Der Große Preis von Südafrika 1970 (offiziell IV Grand Prix of South Africa) fand am 7. März auf dem Kyalami Grand Prix Circuit statt und war das erste Rennen der Automobil-Weltmeisterschaft 1970.

## Berichte

### Hintergrund
Eine der zahlreichen Neuerungen, mit denen die Formel 1 in die neue Saison startete, war die Beteiligung des neuen Herstellers March, der bislang lediglich über Erfahrungen in der Formel 3 verfügte und nun mit dem Modell 701 erstmals einen Formel-1-Wagen konstruiert hatte. Zwei dieser Fahrzeuge wurden als Werkswagen eingesetzt und von Chris Amon, der von Ferrari abgeworben worden war, sowie von Joseph Siffert pilotiert. Zudem wurden im Laufe der Saison zahlreiche Exemplare an Kundenteams und Privatfahrer verkauft. Einer der ersten Abnehmer war Ken Tyrrell, der sein Team in den Vorjahren mit Matra-Fahrzeugen ausgerüstet hatte.
Ferrari verpflichtete den ehemaligen Brabham-Piloten Jacky Ickx zunächst als einzigen Fahrer, da das Unternehmen finanzielle Schwierigkeiten hatte. Dank der Übernahme durch die Fiat S.p.A. im Vorjahr ging es wieder aufwärts, sodass für den weiteren Verlauf der Saison mit einer Aufstockung auf zwei oder drei Werkswagen zu rechnen war, was schließlich auch eintrat.
John Surtees startete erstmals für sein eigenes Team, zunächst allerdings in einem McLaren-Kundenfahrzeug.
Das Team Brabham konstruierte erstmals ein Monocoque-Chassis, während dies bei vielen Konkurrenten bereits seit mehreren Jahren die Standardbauweise war. Jack Brabham und Rolf Stommelen bildeten zusammen das Werksteam, wobei die beiden Wagen deutlich unterschiedlich lackiert und beklebt waren und auch stets unter verschiedenen Teamnamen gemeldet wurden, Brabhams Wagen unter dem Namen seines Unternehmens „Motor Racing Developments“ und Stommelens Wagen nach seinem Hauptsponsor, der deutschen Zeitschrift Auto Motor und Sport.
Lotus trat zunächst mit dem Vorjahresmodell Lotus 49 an, während eiligst am neuen Modell Lotus 72 gearbeitet wurde. Neben Jochen Rindt wurde John Miles zweiter Werksfahrer anstelle von Graham Hill, der in das Privatteam von Rob Walker wechselte und dort weiterhin Lotus-Fahrzeuge pilotierte.
Matra trat nach dem Ende der Zusammenarbeit mit Tyrrell in diesem Jahr als selbständiges Werksteam mit den Fahrern Henri Pescarolo und Jean-Pierre Beltoise an.
Denis Hulme bestritt seinen 50. Grand Prix.

### Training
March beeindruckte auf Anhieb, indem Jackie Stewart mit seinem Kundenfahrzeug die Pole-Position erreichte und Chris Amon in einem der beiden Werkswagen mit identischer Trainingsbestzeit neben ihm stand. Die aus drei Fahrzeugen bestehende erste Startreihe wurde durch Jack Brabham komplettiert. Dahinter folgten Jacky Ickx und Jochen Rindt, die sich die zweite Startreihe teilten.

### Rennen
Nach dem Start übernahm zunächst Stewart die Führung, während Amon, Rindt und Brabham sich in der ersten Kurve leicht berührten und zurückfielen. Ickx, Beltoise, Jackie Oliver und Bruce McLaren gingen zunächst an den Duellanten vorbei.
Der sehr stark fahrende Brabham konnte jedoch schnell aufschließen und hatte diese vier Fahrer bereits nach sechs Runden wieder überholt. Am Ende von Runde 20 passierte er schließlich den führenden Stewart und lag somit an der Spitze. Einige Runden später überholte auch Hulme, der sich zwischenzeitlich bis auf Platz drei vorgearbeitet hatte, den zweitplatzierten Stewart. Diese Reihenfolge blieb bis ins Ziel bestehen.
Nur die ersten drei sowie der viertplatzierte Beltoise befanden sich am Ende noch innerhalb von einer Runde.

## Meldeliste
| Team                        | Nr. | Fahrer               | Chassis       | Motor                    | Reifen |
| --------------------------- | --- | -------------------- | ------------- | ------------------------ | ------ |
| Tyrrell Racing Organisation | 01  | Jackie Stewart       | March 701     | Ford Cosworth DFV 3.0 V8 | D      |
| Tyrrell Racing Organisation | 02  | Johnny Servoz-Gavin  | March 701     | Ford Cosworth DFV 3.0 V8 | D      |
| Equipe Matra Elf            | 03  | Jean-Pierre Beltoise | Matra MS120   | Matra MS12 3.0 V12       | G      |
| Equipe Matra Elf            | 04  | Henri Pescarolo      | Matra MS120   | Matra MS12 3.0 V12       | G      |
| Bruce McLaren Motor Racing  | 05  | Bruce McLaren        | McLaren M14A  | Ford Cosworth DFV 3.0 V8 | G      |
| Bruce McLaren Motor Racing  | 06  | Denis Hulme          | McLaren M14A  | Ford Cosworth DFV 3.0 V8 | G      |
| Team Surtees                | 07  | John Surtees         | McLaren M7C   | Ford Cosworth DFV 3.0 V8 | F      |
| STP Corporation             | 08  | Mario Andretti       | March 701     | Ford Cosworth DFV 3.0 V8 | F      |
| Gold Leaf Team Lotus        | 09  | Jochen Rindt         | Lotus 49C     | Ford Cosworth DFV 3.0 V8 | F      |
| Gold Leaf Team Lotus        | 10  | John Miles           | Lotus 49C     | Ford Cosworth DFV 3.0 V8 | F      |
| Rob Walker Racing Team      | 11  | Graham Hill          | Lotus 49C     | Ford Cosworth DFV 3.0 V8 | F      |
| Motor Racing Developments   | 12  | Jack Brabham         | Brabham BT33  | Ford Cosworth DFV 3.0 V8 | G      |
| Auto Motor und Sport        | 14  | Rolf Stommelen       | Brabham BT33  | Ford Cosworth DFV 3.0 V8 | G      |
| March Engineering           | 15  | Chris Amon           | March 701     | Ford Cosworth DFV 3.0 V8 | F      |
| March Engineering           | 16  | Joseph Siffert       | March 701     | Ford Cosworth DFV 3.0 V8 | F      |
| Scuderia Ferrari SpA SEFAC  | 17  | Jacky Ickx           | Ferrari 312B  | Ferrari 001 3.0 F12      | F      |
| Owen Racing Organisation    | 19  | Jackie Oliver        | BRM P153      | BRM P142 3.0 V12         | D      |
| Owen Racing Organisation    | 20  | Pedro Rodríguez      | BRM P153      | BRM P142 3.0 V12         | D      |
| Owen Racing Organisation    | 21  | George Eaton         | BRM P153      | BRM P142 3.0 V12         | D      |
| Frank Williams Racing Cars  | 22  | Piers Courage        | De Tomaso 505 | Ford Cosworth DFV 3.0 V8 | D      |
| Team Gunston                | 23  | John Love            | Lotus 49      | Ford Cosworth DFV 3.0 V8 | D      |
| Team Gunston                | 24  | Peter de Klerk       | Brabham BT26A | Ford Cosworth DFV 3.0 V8 | G      |
| Scuderia Scribante          | 25  | Dave Charlton        | Lotus 49C     | Ford Cosworth DFV 3.0 V8 | F      |

## Klassifikationen

### Startaufstellung
| Pos. | Fahrer               | Konstrukteur   | Zeit   | Ø-Geschwindigkeit | Start |
| ---- | -------------------- | -------------- | ------ | ----------------- | ----- |
| 01   | Jackie Stewart       | March-Ford     | 1:19,3 | 186,310 km/h      | 01    |
| 02   | Chris Amon           | March-Ford     | 1:19,3 | 186,310 km/h      | 02    |
| 03   | Jack Brabham         | Brabham-Ford   | 1:19,6 | 185,608 km/h      | 03    |
| 04   | Jochen Rindt         | Lotus-Ford     | 1:19,9 | 184,911 km/h      | 04    |
| 05   | Jacky Ickx           | Ferrari        | 1:20,0 | 184,680 km/h      | 05    |
| 06   | Denis Hulme          | McLaren-Ford   | 1:20,1 | 184,449 km/h      | 06    |
| 07   | John Surtees         | McLaren-Ford   | 1:20,2 | 184,219 km/h      | 07    |
| 08   | Jean-Pierre Beltoise | Matra          | 1:20,2 | 184,219 km/h      | 08    |
| 09   | Joseph Siffert       | March-Ford     | 1:20,2 | 184,219 km/h      | 09    |
| 10   | Bruce McLaren        | McLaren-Ford   | 1:20,3 | 183,990 km/h      | 10    |
| 11   | Mario Andretti       | March-Ford     | 1:20,5 | 183,533 km/h      | 11    |
| 12   | Jackie Oliver        | B.R.M.         | 1:20,9 | 182,625 km/h      | 12    |
| 13   | Dave Charlton        | Lotus-Ford     | 1:20,9 | 182,625 km/h      | 13    |
| 14   | John Miles           | Lotus-Ford     | 1:21,0 | 182,400 km/h      | 14    |
| 15   | Rolf Stommelen       | Brabham-Ford   | 1:21,2 | 181,951 km/h      | 15    |
| 16   | Pedro Rodríguez      | B.R.M.         | 1:21,3 | 181,727 km/h      | 16    |
| 17   | Johnny Servoz-Gavin  | March-Ford     | 1:21,4 | 181,504 km/h      | 17    |
| 18   | Henri Pescarolo      | Matra          | 1:21,5 | 181,281 km/h      | 18    |
| 19   | Graham Hill          | Lotus-Ford     | 1:21,6 | 181,059 km/h      | 19    |
| 20   | Piers Courage        | De Tomaso-Ford | 1:22,0 | 180,176 km/h      | 20    |
| 21   | Peter de Klerk       | Brabham-Ford   | 1:22,7 | 178,651 km/h      | 21    |
| 22   | John Love            | Lotus-Ford     | 1:23,1 | 177,791 km/h      | 22    |
| 23   | George Eaton         | B.R.M.         | 1:24,4 | 175,052 km/h      | 23    |

### Rennen
| Pos. | Fahrer               | Konstrukteur   | Runden | Stopps | Zeit       | Start | Schnellste Runde |
| ---- | -------------------- | -------------- | ------ | ------ | ---------- | ----- | ---------------- |
| 01   | Jack Brabham         | Brabham-Ford   | 80     | 0      | 1:49:35,4  | 03    | 1:20,8 (71.)     |
| 02   | Denis Hulme          | McLaren-Ford   | 80     | 0      | + 8,1      | 06    | 1:21,1           |
| 03   | Jackie Stewart       | March-Ford     | 80     | 0      | + 17,1     | 01    | 1:21,5           |
| 04   | Jean-Pierre Beltoise | Matra          | 80     | 0      | + 1:13,1   | 08    | 1:21,4           |
| 05   | John Miles           | Lotus-Ford     | 79     | 0      | + 1 Runde  | 14    | 1:22,6           |
| 06   | Graham Hill          | Lotus-Ford     | 79     | 0      | + 1 Runde  | 19    | 1:23,1           |
| 07   | Henri Pescarolo      | Matra          | 78     | 0      | + 2 Runden | 18    | 1:22,4           |
| 08   | John Love            | Lotus-Ford     | 78     | 0      | + 2 Runden | 22    | 1:23,5           |
| 09   | Pedro Rodríguez      | B.R.M.         | 76     | 0      | + 4 Runden | 16    | 1:22,2           |
| 10   | Joseph Siffert       | March-Ford     | 75     | 1      | + 5 Runden | 09    | 1:22,3           |
| 11   | Peter de Klerk       | Brabham-Ford   | 75     | 0      | + 5 Runden | 21    | 1:24,0           |
| 12   | Dave Charlton        | Lotus-Ford     | 73     | 0      | DNF        | 13    | 1:23,1           |
| 13   | Jochen Rindt         | Lotus-Ford     | 72     | 0      | DNF        | 04    | 1:22,0           |
| –    | Jacky Ickx           | Ferrari        | 60     | 0      | DNF        | 05    | 1:22,3           |
| –    | John Surtees         | McLaren-Ford   | 60     | 0      | DNF        | 07    | 1:20,8           |
| –    | George Eaton         | B.R.M.         | 58     | 0      | DNF        | 23    | 1:24,7           |
| –    | Johnny Servoz-Gavin  | March-Ford     | 57     | 0      | DNF        | 17    | 1:22,5           |
| –    | Bruce McLaren        | McLaren-Ford   | 39     | 0      | DNF        | 10    | 1:21,6           |
| –    | Piers Courage        | De Tomaso-Ford | 39     | 0      | DNF        | 20    | 1:23,7           |
| –    | Mario Andretti       | March-Ford     | 26     | 0      | DNF        | 11    | 1:22,5           |
| –    | Rolf Stommelen       | Brabham-Ford   | 23     | 0      | DNF        | 15    | 1:23,7           |
| –    | Jackie Oliver        | B.R.M.         | 22     | 0      | DNF        | 12    | 1:23,4           |
| –    | Chris Amon           | March-Ford     | 14     | 0      | DNF        | 02    | 1:22,1           |

## WM-Stände nach dem Rennen
Die ersten sechs des Rennens bekamen 9, 6, 4, 3, 2, 1 Punkt(e). Die besten sechs Ergebnisse der ersten sieben und die besten fünf der letzten sechs Rennen zählten zur Meisterschaft. In der Konstrukteurswertung zählten dabei nur die Punkte des bestplatzierten Fahrers eines Teams.

### Fahrerwertung
| Pos. | Fahrer               | Konstrukteur | Punkte |
| ---- | -------------------- | ------------ | ------ |
| 01   | Jack Brabham         | Brabham-Ford | 9      |
| 02   | Denis Hulme          | McLaren-Ford | 6      |
| 03   | Jackie Stewart       | March-Ford   | 4      |
| 04   | Jean-Pierre Beltoise | Matra        | 3      |
| 05   | John Miles           | Lotus-Ford   | 2      |
| 06   | Graham Hill          | Lotus-Ford   | 1      |
| 07   | Henri Pescarolo      | Matra        | 0      |
| 08   | John Love            | Lotus-Ford   | 0      |
| 09   | Pedro Rodríguez      | B.R.M.       | 0      |
| 10   | Joseph Siffert       | Brabham-Ford | 0      |
| 11   | Peter de Klerk       | Lotus-Ford   | 0      |
| 12   | Dave Charlton        | Lotus-Ford   | 0      |

| Pos. | Fahrer              | Konstrukteur   | Punkte |
| ---- | ------------------- | -------------- | ------ |
| 13   | Jochen Rindt        | Lotus-Ford     | 0      |
| –    | Jacky Ickx          | Ferrari        | 0      |
| –    | John Surtees        | McLaren-Ford   | 0      |
| –    | George Eaton        | B.R.M.         | 0      |
| –    | Johnny Servoz-Gavin | March-Ford     | 0      |
| –    | Bruce McLaren       | McLaren-Ford   | 0      |
| –    | Piers Courage       | De Tomaso-Ford | 0      |
| –    | Mario Andretti      | March-Ford     | 0      |
| –    | Rolf Stommelen      | Brabham-Ford   | 0      |
| –    | Jackie Oliver       | B.R.M.         | 0      |
| –    | Chris Amon          | March-Ford     | 0      |

### Konstrukteurswertung
| Pos. | Konstrukteur | Punkte |
| ---- | ------------ | ------ |
| 01   | Brabham-Ford | 9      |
| 02   | McLaren-Ford | 6      |
| 03   | March-Ford   | 4      |
| 04   | Matra        | 3      |

| Pos. | Konstrukteur   | Punkte |
| ---- | -------------- | ------ |
| 05   | Lotus-Ford     | 2      |
| –    | B.R.M.         | 0      |
| –    | Ferrari        | 0      |
| –    | De Tomaso-Ford | 0      |